# Ricky Bell
Ricky Bell, apodado Slick (n. Ricardo Bell, 18 de septiembre de 1967, Roxbury, Boston, Massachusetts) Es un cantante estadounidense de R & B más conocido por ser uno de los miembros fundadores de New Edition y por ser el cantante de Bell Biv DeVoe. Ha sido denominado por "la industria de la música" como "el secreto mejor guardado". Como solista, Su álbum de 2000 titulado Ricardo Campana recibió críticas favorables, pero no es conocido debido a su promoción limitada.